# Montluçon
Montluçon /mõlyˈsõ/ è un comune francese di 40 290 abitanti situato nel dipartimento dell'Allier della regione dell'Alvernia-Rodano-Alpi ed è attraversato dal fiume Cher.
La città ebbe un notevole sviluppo in età tardomedievale e agli inizi dell'età moderna. Il suo edificio più rappresentativo è il celebre castello (XV- XVI secolo), che appartenne ai Duchi di Borbone e che oggi è adibito a museo (di storia, folclore, artigianato locale).
Dalla città ha origine il Canale di Berry, un canale artificiale di circa 260 km.

## Società

### Evoluzione demografica
Abitanti censiti

## Amministrazione

### Gemellaggi
- Hagen, dal 1965
- Leszno, dal 2004
- Antsirabe, dal 2005